# Yao Lee
Dans ce nom chinois, le nom de famille, Yao, précède le nom personnel Lee.
Pour les articles homonymes, voir Yao.
Yao Lee (chinois : 姚莉 ; pinyin : Yáo Lì ; cantonais Jyutping : jiu4 lei6), née Yao Xiuyun (chinois : 姚秀雲 ; pinyin : Yáo Xiùyún ; cantonais Yale : Yiu Sau Wan) le 3 septembre 1922 à Shanghai et morte le 19 juillet 2019 à Hong Kong, est une chanteuse chinoise active des années 1930 à 1970. Elle est également créditée sous les noms Yao Li, Yiu Lei et Hue Lee.
Elle est considérée comme l'une des Sept grandes étoiles de la chanson (en) et est surnommée la « voix d'argent ». Sa musique incorpore du swing, du blues, des rythmes des standards hollywoodiens ainsi que de la folk chinoise.

## Jeunesse
Née Yao Xiuyun le 3 septembre 1922 et élevée à Shanghai, elle écoute Zhou Xuan mais est trop pauvre pour pouvoir acheter ses enregistrements. C'est cette chanteuse qui l'inspire. À 13 ans, elle commence à chanter à la radio et obtient son premier contrat musical avec Pathé Records (succursale de EMI Group) trois ans plus tard et commence à chanter dans les discothèques. C'est son oncle qui trouve ce pseudonyme de Yao Lee, car à l'époque, les artistes n'utilisaient pas leur véritables noms car ça aurait donné une mauvaise réputation à leur famille.

## Carrière
Au début de sa carrière, elle travaille avec son frère, Yao Min (en), un célèbre parolier avec lequel elle interprète quelques duos. Leur chanson Congratulations (1946), est régulièrement utilisée pour célébrer le Nouvel An chinois bien qu'elle commémore la défaite du Japon.
En 1936, elle est invitée à chanter en duo à la radio avec son idole, Zhou Xuan.
Lorsque le Parti communiste chinois prend le pouvoir en 1949, Yao Lee et son époux, Huang Baoluo fuit à Hong Kong de peur d'être envoyés dans des camps de rééducation. Là, elle reprend sa carrière musicale et se tourne également vers le cinéma, doublant (au chant) l'actrice Chung Ching dans plusieurs films dont Songs of the Peach Blossom River en 1956. Elle chante également dans le film de Tsai Ming-liang de 2003, Goodbye, Dragon Inn.
En 1940, sa chanson Rose, Rose, I Love You originellement intitulée Mei Gui, Mei Gui, Wo Ai Ni), reprise plus tard par Frankie Laine, atteint la première place du Billboard Hot 100 et elle devient la première chinoise à entrer dans ce classement.
Yao Lee continue de chanter jusqu'à la mort de son frère en 1967, année où elle prend un emploi de bureau chez EMI Group.
En 2018, sa chanson Ren Sheng Jiu Shi Xi, enregistré en 1959, est utilisée dans la bande originale du film Crazy Rich Asians.

## Dernières années
Elle meurt le 19 juillet 2019 à Hong Kong à l'âge de 96 ans. Elle est considérée comme l'une des chanteuses les plus prolifiques — près de 400 enregistrements — de Shidaiqu.

## Hommages
En 2012, le spectacle musical Yao Lee, The Legendary Rose Musical est mis en scène au Kuala Lumpur Performing Arts Centre. Yao Lee assiste au 10 représentations. En 2020, la comédie musicale est réadaptée sous le titre In Memory Of Yao Lee: Her Songs, Her Life.